# Rákosníček

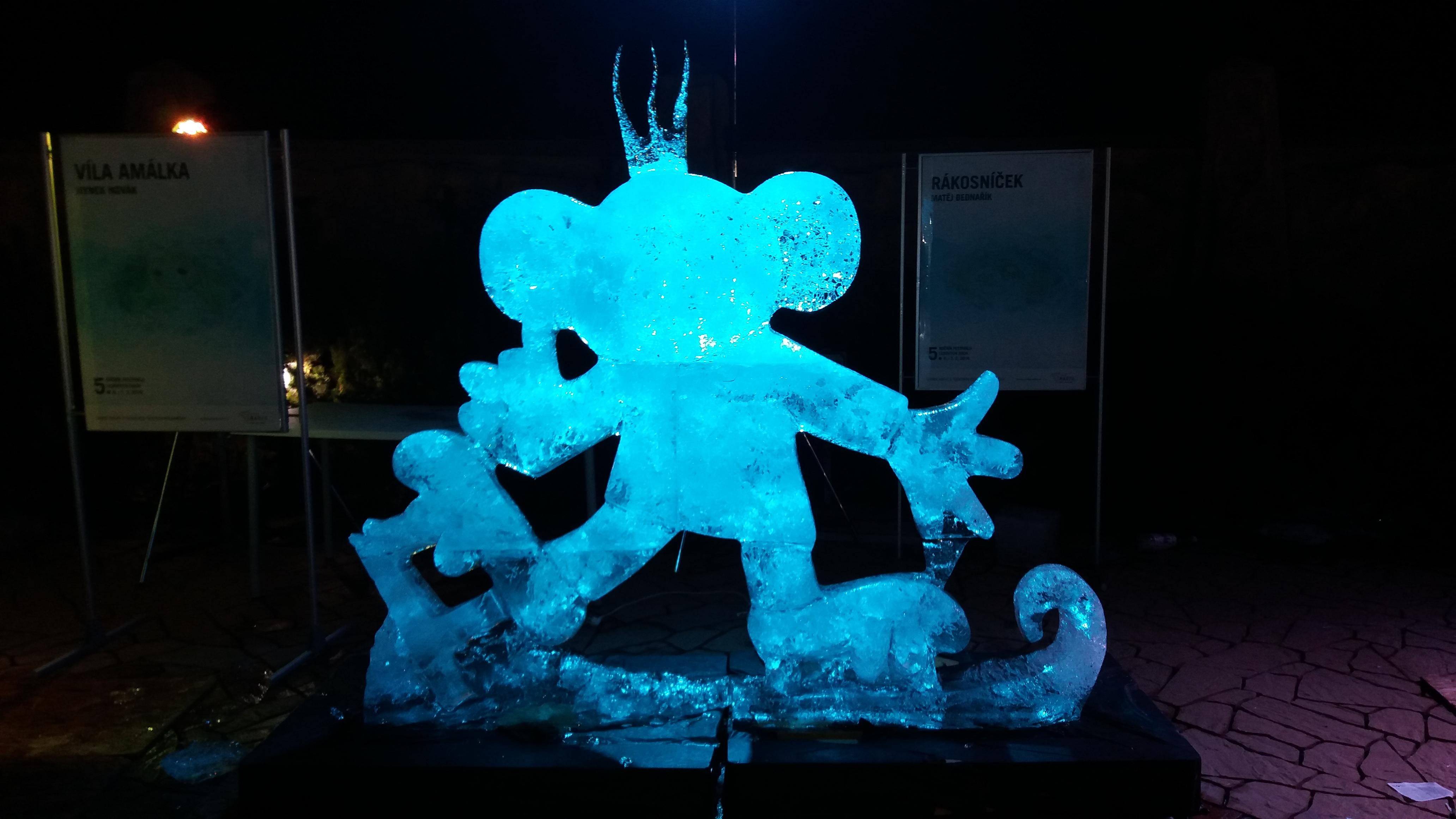
Postavička Rákosníčka vytvořená z ledu

Rákosníček je kreslená postavička animovaného večerníčku, kulatého obličeje s trčícími vlásky jako anténky na hlavičce. Celá postavička je vybarvena zelenou barvou a oblečena do krátkého kabátku s kalhotami. Srší nápady a všechny příběhy mají vždy dobrý a úsměvný konec. Postava je animována ploškovou animací.

## Tvůrci seriálu
- Režie: Zdeněk Smetana
- Výtvarník: Zdeněk Smetana
- Dramaturg: Eva Povondrová-Nývltová
- Autor předlohy: Jaromír Kincl[2]
- Scénář: Jaromír Kincl, Zdeněk Smetana, Vladimír Branislav
- Vedoucí výroby: Jan Čumpelík, Zdenka Deitchová, Alena Štantejská
- Střih: Jiřina Pěčová, Věra Vicherková, Zdenka Navrátilová
- Hudba: Václav Zahradník
- Namluvila: Jiřina Bohdalová, ve slovenštině Zdena Gruberová[1]
- Zvukař: Benjamin Astrug
- Kamera: Eva Kargerová, Jaroslava Zimová, Dana Olejníčková
- Animace: Miroslav Walter, Mirko Kačena, Jaroslava Blagoevová, Milan Klikar, Milada Kačenová, Olga Šišková, Zdenka Skřípková, Libuše Čihařová, Anna Habartová, Hana Petrová, Markéta Šišková, Irena Jandová, Alena Smejkalová

## Seriály Rákosníčka
- Rákosníček a hvězdy (1975, 13 dílů, vysíláno 1977)
- Rákosníček a jeho rybník (1983, 1987, 26 dílů, vysíláno 1983–1989)
- Rákosníček a povětří (1987, jedná se o druhých 13 dílů seriálu Rákosníček a jeho rybník, vysíláno 1989)

Všechny díly večerníčku začínají slovy „Za mlhou hustou tak, že by se dala krájet, a dost možná ještě dál, je rybníček Brčálník…“

## Seznam dílů

### Rákosníček a hvězdy
1. Jak Rákosníček předjížděl Velký vůz a co z toho bylo
2. Jak Rákosníček zachraňoval mráčky-beránky před hvězdným Orlem
3. Jak si Rákosníček nevysloužil hvězdu
4. Jak Rákosníček s Vodnářem zařídili, aby pršelo
5. Jak Rákosníček zachránil Polárku před slunečním paprskem
6. Jak Rákosníček zachraňoval Raka, až se mu z toho zatočila hlava
7. Jak Rákosníček s Malým a Velkým psem neuhlídali Měsíc
8. O tom, jak Rákosníček vysvobodil zakletou Labuť, která vůbec nebyla zakletá
9. Jak Rákosníček udělal na nebi kluziště a pořád se diví, proč mu lidé říkají Mléčná dráha
10. Jak Rákosníček vyzrál na nebeského Střelce
11. Jak Rákosníček udělal z nebeského Draka kolotoč
12. Jak si Rákosníček nepomohl k nebeské Koruně
13. Jak si Rákosníček přivedl k nebeskému Pastýři zatoulané hvězdy

### Rákosníček a jeho rybník
1. Jak Rákosníček odhalil velkou podvodní loupež
2. Jak měl Rákosníček strach, že se mu Brčálník vytratí
3. Jak Rákosníček zařídil, aby nebyla doba ledová
4. Jak měl Rákosníček starosti s módní přehlídkou
5. Jak Rákosníček měl co dělat, aby mu vítr nesebral rybník
6. Jak Rákosníček válčil s vodními šneky
7. Jak Rákosníček zachraňoval potopený Měsíc
8. Jak Rákosníček obstarával pro kapra penízky
9. Jak Rákosníček předělával mrtvou vodu na živou
10. Jak Rákosníček kvůli chodící rybě přišel k ostudě
11. Jak Rákosníček se štikou vyhnali z rybníka lenost
12. Jak si Rákosníček popletl všechny vody
13. Jak Rákosníček foukal a pak jenom koukal

### Rákosníček a povětří
1. Jak Rákosníček nevyrobil duhu
2. Jak se Rákosníček nepřičinil o mráz
3. Jak Rákosníček nezaonačil mlhu
4. Jak Rákosníček nezaopatřil oblevu
5. Jak Rákosníček neudělal jasno
6. Jak Rákosníček nezjednal horko
7. Jak Rákosníček nezabezpečil oblačno
8. Jak Rákosníček nepřivolal bouřku
9. Jak Rákosníček nesehnal vítr
10. Jak Rákosníček neobstaral déšť
11. Jak Rákosníček nezařídil sníh
12. Jak se Rákosníček nepostaral o rosu
13. Jak Rákosníček nedodal zahradnické počasí